# Bogdany (powiat braniewski)
Bogdany (niem. Sonnenberg) – osada w Polsce położona w województwie warmińsko-mazurskim, w powiecie braniewskim, w gminie Frombork.
W latach 1975–1998 miejscowość należała administracyjnie do województwa elbląskiego. Wieś znajduje się w historycznym regionie Warmia.

## Grodzisko w Bogdanach
Znajduje się tu wczesnośredniowieczne grodzisko na wzgórzu ponad rzeka Baudą i szczątki osady. Grodzisko zbudowali Prusowie, a po podbiciu tych terenów przez Krzyżaków zaczął się kolejny etap użytkowania obiektu. Grodzisko wymieniane jest w dokumentach z roku 1278. Z grodziskiem związana jest nazwa Diabelska Góra – miejsce dawnego kultu Prusów. W jej okolicach w roku 1911 odkryto złote i srebrne monety z VI wieku. Warownia pojawia się w dokumencie z 1278 roku pod nazwą castrum de Sunnemberg. Wtedy też powstała murowana wieża obronna. Dokument dotyczył zapisu ziemi przez biskupa warmińskiego Henryka Fleminga swojemu bratu Gerhardowi. Następna wzmianka pochodzi z 1280 roku z przywileju dla miasta Braniewa. Z kolejnego dokumentu pochodzącego z 1304 roku dowiadujemy się, że warownia należała do proboszcza kapituły we Fromborku, Henryka z Sunnembergu. Z tego dokumentu dowiadujemy się też, że w pobliżu obiektu funkcjonowała wieś – villa Sunnemberg ante castrum Sunnemberg, a sam obiekt pełnił funkcje rezydencjonalno-militarne. Henryk zmarł w 1317 lub w 1318 roku. Wcześniej, w 1314 roku, zapisał w testamencie warownię i okoliczne ziemie kapitule i biskupowi. Ostatnia wzmianka o obiekcie pochodzi z 1320 roku, kiedy to biskup warmiński Eberhard z Nysy potwierdził testament Henryka. Jednak na początku XIV wieku obiekt stracił swoje znaczenie i zaczął popadać w ruinę. Ślady pożaru wałów mogą świadczyć o jego gwałtownym upadku.
W 2015 roku Bogdany uzyskały wraz z miastem Frombork i sołectwem Ronin status obszaru ochrony uzdrowiskowej („Obszar Ochrony Uzdrowiskowej Frombork”).